# Тилли, Сесил Эдгар
Сесил Эдгар Тилли (англ. Cecil Edgar Tilley; 1894—1973) — английский учёный австралийского происхождения: геолог и петролог.
Являлся членом Международной минералогической ассоциации, в 1964—1970 годах был её президентом, в честь учёного назван минерал тиллеит.

## Биография
Родился 14 мая 1894 года в городе Unley, пригород Аделаиды, Австралия; был младшим ребёнком в семье Thomas Edward Tilley (из Лондона) и его жены Catherine Jane Nicholas (из Южной Австралии).
Первоначальное образование получил в средней школе Аделаиды, затем изучал химию и геологию (под руководством Уильяма Роуэна Брауна) в университете Аделаиды и университете Сиднея, который окончил в 1915 году. В 1916 году, во время Первой мировой войны, Тилли отправился в город South Queensferry недалеко от Эдинбурга, Шотландия, чтобы работать в качестве химика отдела поставок взрывчатых веществ. В декабре 1918 года он вернулся в Австралию.
В 1919 году за участие во Всемирной выставке года в Лондоне он стал стипендиатом Кембриджского университета, где изучал геологию у Альфреда Харкера. С 1923 года Тилли работал в Кембриджском университете, став профессором геологии в 1931 году. Большую часть оставшейся жизни он провёл в Англии, хотя в 1938—1939 годах находился Австралии и посещал её после Второй мировой войны. В 1931 году учёный был назначен профессором минералогии и петрологии вновь созданной кафедры в колледже Trinity Hall Кембриджского университета.
В 1929 году, исследуя вулканическую вещество горы Scawt Hill недалеко от города Ларн, Северная Ирландия, по заказу для минералогического журнала Mineralogical Abstracts, Тилли определил и назвал новые минералы — ларнит и скаутит.
В 1938 году был избран членом Лондонского королевского общества и являлся его вице-президентом в 1949—1950 годах, был удостоен медали Королевского общества в 1967 году. С 1948 по 1951 год Сесил Тилли был президентом Минералогического общества Великобритании, в 1949—1950 годах был президентом Геологического общества, в 1957 году был избран почетным членом Королевского общества Эдинбурга.
Умер 24 января 1973 года в своём доме в Кембридже, Англия, и был кремирован.